# Rushen United FC
Rushen United FC is een voetbalclub uit Port Erin, een plaats op het eiland Man.

## Erelijst

### Competitie
- 1e divisie, kampioen in seizoenen: 1925–26, 1935–36, 1977–78, 1978–79, 1979–80, 1980–81, 1984–85, 1985–86, 1987–88
- 2e divisie, kampioen in seizoen: 2009/10

### Beker
- Manx FA Cup: 1923–24, 1924–25, 1925–26, 1933–34, 1935–36, 1950–51, 1977–78, 1989–90, 2010–2011
- Hospital Cup: 1925–26, 1927–28, 1930–31, 1934–35, 1938–39, 1950–51, 1963–64, 1974–75, 1975–76, 1980–81, 1982–83, 1985–86, 1988–89, 1992–93, 2000–01
- Railway Cup: 1921–22, 1922–23, 1947–48, 1962–63, 1963–64, 1974–75, 1975–76, 1977–78, 1978–79, 1979–80, 1981–82, 1982–83, 1983–84, 1987–88, 2001–02, 2008–09
- Cowell Cup: 1953–54, 1955–56, 1963–64, 1966–67, 1967–68, 1969–70, 1971–72, 1972–73, 1973–74, 1982–83, 1991–92, 2003–04

## Stadion
Het stadion van Rushen United FC is Croit Lowey, gelegen in Port Erin. De capaciteit van het stadion is niet bekend.